# Stora Kåtaträsket
Stora Kåtaträsket är en sjö i Sorsele kommun i Lappland och ingår i Umeälvens huvudavrinningsområde. Sjön har en area på 0,865 kvadratkilometer och ligger 458 meter över havet. Sjön avvattnas av vattendraget Vällingträskbäcken.

## Delavrinningsområde
Stora Kåtaträsket ingår i det delavrinningsområde (727584-156642) som SMHI kallar för Utloppet av Stora Kåtaträsket. Medelhöjden är 462 meter över havet och ytan är 2,89 kvadratkilometer. Det finns inga avrinningsområden uppströms utan avrinningsområdet är högsta punkten. Vällingträskbäcken som avvattnar avrinningsområdet har biflödesordning 4, vilket innebär att vattnet flödar genom totalt 4 vattendrag innan det når havet efter 334 kilometer. Avrinningsområdet består mestadels av skog (70 procent). Avrinningsområdet har 0,87 kvadratkilometer vattenytor vilket ger det en sjöprocent på 30 procent.